# 死の接吻 (レヴィン)
『死の接吻』（しのせっぷん、A Kiss Before Dying）は、アイラ・レヴィンの長編ミステリー小説。23歳になったばかりの時に完成した処女小説であるが、1953年に発表されると大きな反響を呼び、翌1954年のエドガー賞 処女長編賞を受賞した。しかし小説家としては寡作であったレヴィンは、後に劇作家として活動し、2作目の小説『ローズマリーの赤ちゃん』を発表したのは1967年であった。

## 概要
本作の主人公は、貧しい生まれながら才覚と美貌に恵まれた野心家の青年で、財産目当てに大富豪の3人の娘を次々と、手玉に取っては都合が悪くなると殺していくが、最後には破滅してしまう。己の野望のために手段を選ばない主人公の非情さから、ドライサーの『アメリカの悲劇』の推理小説版、あるいは「現代のジュリアン・ソレル」と評される。
主人公の標的となる3人の姉妹（三女、次女、長女）に対応して「ドロシイ」「エレン」「マリオン」の3部から構成されているが、1部が主人公の視点からストーリーを追う倒叙の形式を取りながらも主人公の名前を明かさず、2部では事件の真相に迫るエレンの視点に移るために犯人が誰かは読者にも読み進まなければわからない、という手法が用いられている。これは小説ならではの手法であり、後述の映画化作品では再現されていない。

## 映画
1956年と1991年に映画化されている。いずれも原題は原作と同じである。

### 1956年版
- 製作：ロバート・L・ジャックス
- 監督：ガード・オズワルド
- 脚本：ローレンス・ローマン
- 出演：ロバート・ワグナー、ジェフリー・ハンター、ヴァージニア・リース、ジョアン・ウッドワード、メアリー・アスター
- 音楽：ライオネル・ニューマン
- 配給：ユナイテッド・アーティスツ

### 1991年版
- 製作：ロバート・ローレンス
- 監督、脚本：ジェームズ・ディアデン
- 出演：マット・ディロン、ショーン・ヤング、ダイアン・ラッド、マックス・フォン・シドー
- 音楽：ハワード・ショア
- 配給：ユニヴァーサル・ピクチャーズ

## 漫画
わたなべまさこが『10月の罌粟』の題名で漫画化したものが、『週刊セブンティーン』（集英社）1970年28号から同年37号まで連載された。
1992年にはホーム社より刊行されたわたなべまさこ名作集の『幻の女 10月の罌粟』として再刊されている。なお、並録の「幻の女」はウィリアム・アイリッシュの同名小説」の漫画化作品である。
- 幻の女 10月の罌粟 ISBN 4-8342-8040-3